# Istoria șahului

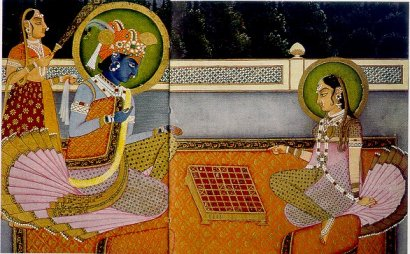
Krishna și Radha jucând șah (India)

Există mai multe versiuni despre originea șahului, cele mai răspândite dintre ele consideră ca țară de origine India, Persia și China. Perioada în care a apărut jocul de șah se apreciază că a avut loc între secolul III și secolul VI. Despre descoperirea jocului sunt nenumărate legende, printre care una dintre cele mai renumite este legenda cu boabele de grâu. Izvoarele istorice atestă faptul că se juca șah prin secolul VI în Persia. Jocul s-a răspândit prin secolul VII o dată cu extinderea și invaziei islamice în Orientul Apropiat, Africa de Nord, Bizanț, Italia, Europa de Est și Spania. In evul mediu șahul era considerat de nobili un joc de elită,fapt pentru care biserica a dezaprobat (interzis) jocul timp de câteva secole. Prin secolul XVI se vor modifica regulile de joc, astfel se poate vorbi că în acest timp a apărut sahul modern. In acest timp sahul era un joc răspândit în Spania, Franța, și Anglia ulterior în Rusia de unde provin cei mai mulți campioni mondiali de șah. In prezent există programe de șah pentru computer care au câștigat partide de șah contra unor campioni mondiali.

## Origini
Predecesorii jocului de șah sunt originari din India din timpul Imperiului Gupta, care în forma din secolul al șaselea a fost cunoscut ca chaturaṅga care se traduce „patru divizii (militare) care sunt reprezentate de piesele care au evoluat: pionul, calul, nebunul și turnul modern.